# The Shift Project
The Shift Project (abrégé « TSP » ou « le Shift ») est une association française créée en 2010 et un laboratoire d'idées qui s'est donné pour objectif l'atténuation du changement climatique et la réduction de la dépendance de l'économie aux énergies fossiles, particulièrement au pétrole.
Son nom anglais, « The Shift Project », peut être traduit en français par « le projet de changement » (ou « le projet de mutation »), sa devise étant Redesigning the Economy to Achieve Carbon Transition (« Redéfinir l'économie pour réaliser la transition carbone »).

## Présentation, objectifs et fonctionnement
The Shift Project est une association loi de 1901 reconnue d'intérêt général, créée en janvier 2010 à Paris, à l'initiative d'un groupe d'experts, dont Jean-Marc Jancovici, Geneviève Férone-Creuzet et Michel Lepetit. L'objectif de l'association est de répondre à la double contrainte du carbone : changement climatique et raréfaction des ressources énergétiques fossiles. Pour cela, le « Shift » se propose de jouer un rôle de laboratoire d'idées en interface avec les acteurs économiques, politiques, académiques et associatifs. À la création de l'association, le premier directeur est Cédric Ringenbach. Il quitte son poste en 2016 pour créer, trois ans plus tard, l'association La fresque du climat et est remplacé par Matthieu Auzanneau.

### Structure et gouvernance
L'association est dirigée par un bureau composé de trois membres (personnes physiques) agréés par son conseil d'administration. Celui-ci est composé d'administrateurs issus pour certains des entreprises membres. Un comité d'experts est chargé de s'assurer de la rigueur scientifique des travaux menés par The Shift Project : il est composé d'experts (en physique, climat, économie, histoire, agronomie...) que sont Alain Grandjean, Gaël Giraud, Hervé Le Treut, Jean-Pascal van Ypersele et Jacques Treiner. The Shift Project dispose d'une équipe d'une dizaine de salariés et travaille avec The Shifters (« Les Shifters »), une association autonome comprenant des experts bénévoles et des particuliers non spécialistes.

### Objectifs
The Shift Project s'intéresse à la dépendance de l'économie au pétrole sous trois angles : le lien entre croissance économique et croissance de la consommation de pétrole, les problèmes liés à la disponibilité du pétrole et du gaz en quantités limitées, et le changement climatique, qui rend nécessaire « un rythme de réduction des émissions de gaz à effet de serre d'environ 5 % par an en moyenne dès aujourd'hui ». Pour l'organisme, même si certains usages sont possibles, l'utilité du PIB est finalement limitée, notamment parce qu'il ne prend pas en compte les ressources naturelles (et ne permet pas de rendre compte de leur caractère fini) et la génération d'externalités (comme les émissions de gaz à effet de serre).

### Financement
The Shift Project est financé par un système de mécénat provenant des entreprises membres. Ses membres sont aussi bien des grandes entreprises, comme Spie, la SNCF, EDF, Bouygues, Vicat, Rockwool, Vinci, L'Oréal ou Kingspan, que des entreprises de taille intermédiaire et des PME. L'organisme compte aussi des mécènes comme Thalys, Keolis, Asfa, l'Ademe ou Enedis. Son budget opérationnel pour 2017 se monte à près de 600 000 €. Ce budget est en croissance et atteint en 2019 environ 1 100 000 €. En 2020, il lève plus de 500 000 € pour publier un Plan de transformation de l'économie française (PTEF), grâce à un financement participatif, et reçoit le soutien de plusieurs PME.

### Les Shifters
The Shifters (« Les Shifters ») constituent une association loi de 1901 de bénévoles, indépendante de The Shift Project, bien que les liens avec The Shift Project soient très étroits. Elle contribue en effet à appuyer The Shift Project dans ses travaux et à diffuser ses informations. Elle assure aussi ses propres activités de sensibilisation à la réduction des émissions de gaz à effet de serre et de dépendance aux énergies fossiles.
Fin juin 2025, les Shifters comptent 7 000 membres cotisants, 10 000 membres non cotisants et 57 comités locaux. Ils réalisent notamment du lobbying auprès des collectivités et des élus, surveillent les textes de loi des parlementaires, envoient aux candidats à la présidentielle de 2022 le Plan de transformation de l'économie française (PTEF) et analysent leurs programmes, posent des questions aux candidats lors des émissions de grande écoute, mènent des actions plus discrètes comme le soutien à l'arrêt du chauffage au gaz dans la réglementation de construction des bâtiments ou la re-création du Haut-commissaire au plan.
Les Shifters sont en majorité des hommes, mais le nombre de femmes progresse pour atteindre un bon tiers en 2025. Selon Reporterre, les Shifters sont très majoritairement des ingénieurs qui portent une vision assez peu politisée de l'écologisme. Les Shifters se présentent eux-mêmes comme apartisans et non apolitiques, revendiquant le caractère politique de leur engagement. Usant de leur autonomie, certains Shifters émettent toutefois des réserves vis-à-vis de la position pronucléaire de Jean-Marc Jancovici ; ils penchent de plus en plus à gauche, selon le chercheur en sociologie et en science politique Antoine Bouzin.

### Équinoxe
Proches des Shifters, certains fondent un parti au programme pro-nucléaire teinté d'« écologie de décroissance, à fibre sociale-démocrate » et traversé d'une « certaine méfiance vis-à-vis du technosolutionnisme »,.

## Projets, événements, activités
Depuis 2012, The Shift Project organise chaque année une rencontre de deux jours, baptisée The Shift Forum, ayant pour objectif l'échange et le débat entre dirigeants de grands groupes industriels et financiers, académiciens et experts dans le domaine de l'énergie, du climat et de l'économie. Le Shift organise aussi de nombreux événements publics, parfois en collaboration avec d'autres organisations comme le Business and Climate Summit 2015 ou le World Efficiency 2015.
L'association a participé au comité d'experts du Débat national sur la transition énergétique,, et en 2018 son président Jean-Marc Jancovici est nommé membre du Haut Conseil pour le climat auprès du Premier ministre.

### Principales publications
L'association fonctionne notamment sur la base de groupes de travail, qui rassemblent durant plusieurs mois ou années des experts (du monde académique, des ONG, des entreprises, d'institutions publiques…) sur un sujet précis. Ces groupes de travail publient ensuite un rapport, qui est présenté aux acteurs concernés et disponible publiquement.
Parmi les sujets traités au sein de ses projets ou groupes de travail se trouve la rénovation énergétique des bâtiments, les liens entre PIB et énergie,,, les indicateurs alternatifs au PIB, la qualité scientifique des scénarios énergétiques, la mobilité soutenable ou encore le prix du carbone,.
À partir de 2013, l'association rassemble des experts sur la rénovation énergétique du bâtiment puis fait des propositions, dont celle du « passeport efficacité énergétique » qui est repris dans la Loi de transition énergétique et par des acteurs du bâtiment en plus de l'expérimentation que mène le Shift à travers l'association Expérience P2E. Les résultats de cette expérimentation ont conclu que le P2E « aide ceux qui ont une idée de travaux à passer au projet, et en particulier incite à embarquer la performance énergétique dans ce projet (augmentation des performances, approche globale…) », même s'il « ne suffit pas pour entraîner le passage à l’acte » à lui seul car « il reste à combler le montage financier et la mise en relation avec les professionnels » : le Passeport ne suffit pas à l'accompagnement des ménages, il en est une partie.
En 2016, l'ingénieur Francisco Luciano rassemble à la demande de TSP un groupe d'experts, en collaboration notamment avec la SNCF, Vinci Autoroutes, EDF, le CVTC, des start-ups du covoiturage, le haut-fonctionnaire Olivier Paul-Dubois-Taine et des chercheurs. Le Shift publie en septembre 2017 le rapport Décarboner les zones de moyenne densité - Moins de carbone plus de lien, qui vaut au Shift et au directeur du groupe de travail Francisco Luciano d'être invités par le ministère des Transports à participer aux Assises de la mobilité et à divers groupes de travail gouvernementaux. Le rapport, qui se veut argumenté et chiffré, conclut qu'il est possible de largement décarboner la mobilité dans les zones périurbaines grâce à un système joignant vélo, covoiturage et transports publics rapides. Le groupe de travail étudie aussi la livraison des achats et le télétravail.
Le laboratoire d'idées publie le 4 octobre 2018 un rapport sur l'Impact environnemental de l'économie numérique et propose un principe de sobriété numérique.

### Loi Climat-Résilience - 34 propositions d'amendements
Les Shifters, association constituée de bénévoles soutenant The Shift Project, a proposé, en mars 2021, 34 amendements aux députés, dans le cadre de la loi Climat-Résilience, sur l'ensemble des thématiques : consommer, produire et travailler, se déplacer, se loger et se nourrir. Une trentaine ont été déposés par des députés à la première lecture de la commission spéciale. Plus d’une trentaine ont été déposés lors de la séance publique.

### Plan de transformation de l'économie française
Lancé en mars 2020 par le Shift Project, le Plan de transformation de l'économie française (PTEF) est une planification écologique qui détaille des solutions pragmatiques pour transformer l'économie française, en la rendant moins carbonée, plus résiliente, et créatrice d'emploi.
La méthodologie choisie a pour but d’assurer une cohérence d'ensemble entre la quinzaine de secteurs traités (industrie lourde et chimique, agriculture et alimentation, transport de marchandises, mobilité quotidienne, mobilité longue distance, industrie automobile, logement, administration publique, santé, culture et villes et territoires) et les chantiers transversaux (emploi, finances et énergie et matières premières). Ce plan se donne trois lignes directrices : réduire drastiquement la consommation d'énergie fossile, limiter la consommation de matériaux, et limiter la consommation de biomasse. Il reprend les principes de sobriété et d'efficacité énergétique (connus sous le vocable de négawatt), auxquels il adjoint l'électrification.

## Engagement politique pour le climat: le «Manifeste pour décarboner l'Europe» de 2017

### Appel à l'action du monde économique
Le 21 mars 2017, le think tank rend publics les signataires d'un texte, le « Manifeste pour décarboner l'Europe ». Ce texte est décrit comme un signal d'alarme 15 mois après la signature de l’Accord de Paris. Il commence par « Nous, signataires du présent manifeste pour décarboner l’Europe, appelons les États européens à lancer dès maintenant les politiques capables d’aboutir en 2050 à des émissions de gaz à effet de serre aussi proches que possible de zéro ! » et vise à « garantir la paix ».
L'appel est soutenu par plus de 3 000 citoyens dont 80 patrons et une quarantaine de scientifiques et de personnalités politiques. La presse mentionne surtout la signature des dirigeants économiques, comme le magazine Challenges : « Climat : Pourquoi les patrons s’unissent (enfin) pour décarboner l’Europe », mais pose également la question de l'indépendance du Shift Project soupçonné d'être une simple façade chargée de porter les propositions des entreprises qui le financent.
Le think tank appelle ensuite les candidats à la présidentielle à s'engager en faveur d'un plan européen de lutte contre le dérèglement climatique à la hauteur de l'accord de Paris.

### Neuf propositions
The Shift Projet a publié « 9 propositions pour changer d'ère », qui concernent autant de chantiers qu'il faut selon lui impérativement conduire pour être à la hauteur de l'Accord de Paris. L'AFP précise que ces propositions sont mises sur la table « en parallèle du Manifeste » et sont « non endossées par les signataires ». Le quotidien économique Les Échos met en avant le « plan pour une Europe “zéro carbone” ».
Ces propositions concernent sept secteurs : l'électricité ; le transport ; le bâtiment ; l'industrie ; l'alimentation, l'agriculture et la forêt. Leur détail est publié en mai 2017 sous le titre Décarbonons ![source insuffisante].

## Impact environnemental du numérique
Constatant que le numérique émet en 2018 près de 4 % des gaz à effet de serre du monde avec une croissance de la consommation énergétique de 9 % par an, The Shift Project alerte sur la prise en compte nécessaire de cet impact dans les objectifs de transition énergétique. Il propose de réinventer nos usages du numérique pour qu’ils soient compatibles avec les contraintes climatiques.
En octobre 2018, The Shift Project publie le rapport Lean ICT – Pour une sobriété numérique, qui recommande de rendre la transition numérique compatible avec les impératifs climatiques et les contraintes sur les ressources naturelles et énergétiques.
Un nouveau rapport sur le streaming, Climat : l’insoutenable usage de la vidéo en ligne – Un cas pratique pour la sobriété numérique, est publié en juillet 2019. The Shift Project y pointe notamment l'incompatibilité avec une logique de sobriété numérique des indicateurs actuels de performance fondés sur la quantité de contenu visionné. Néanmoins, l'étude initiale de The Shift Project sur l'impact de la vidéo en ligne est sujette à caution car elle aurait exagéré entre 27 et 57 fois le bilan effectif de la consommation de vidéo en streaming. The Shift Project reconnaît avoir commis une erreur, lors d'une communication médiatique, sans conséquence sur les résultats publiés dans ses rapports.
Le 14 octobre 2020, The Shift Project publie un troisième rapport sur l'impact environnemental du numérique, Déployer la sobriété numérique.

## Lobbying
The Shift Project France est inscrit depuis 2014 au registre de transparence des représentants d'intérêts auprès de la Commission européenne. Il déclare en 2019 pour cette activité des dépenses d'un montant inférieur à 25 000 euros.
En France, l'association déclare en 2022 à la Haute Autorité pour la transparence de la vie publique des dépenses liées aux actions de représentation d'intérêts comprises entre 10 000 et 25 000 euros.

## Critiques
Le philosophe Luc Ferry distingue quatre types d'écologisme, représentés par les tenants de la collapsologie, les partisans de la décroissance, les « réformistes […] favorables à l’économie de marché et à la croissance » et les « écomodernistes ». La préférence du philosophe va à ces derniers. Il classe The Shift Project parmi les partisans de la décroissance, en reconnaissant toutefois que leur absence d'animosité voire leur compréhension vis-à-vis de l'énergie nucléaire leur confère un certain caractère réformiste.

### Proximité avec le monde de l'entreprise
Dans un article publié en décembre 2015, Nicolas Cori, journaliste de Les Jours, qualifie The Shift Project de « pantoufle de vert des entreprises ». Selon lui, The Shift Project constituerait une plateforme au service de l'écoblanchiment d'entreprises comme EDF, Bouygues, la SNCF ou encore Vinci. Nicolas Cori estime que le think tank serait « bien utile pour les entreprises qui le financent », notamment parce qu'il permettrait, prétendument, aux dirigeants d'entreprise de présenter leur stratégie concernant les enjeux climatiques « sans être trop bousculés ». Le journaliste au Jours dénonce notamment le fait que les intervenants aux événements organisés par le think tank recevraient, en amont, les questions devant être posées, ce qui leur permettrait de préparer leurs éléments de langage. Dans le même esprit, il dénonce également une supposée bienveillance entre les organisateurs de ces rencontres, parmi lesquels figurent, en tête, Jean-Marc Jancovici, et les dirigeants qui y participent.
Interrogé par Nicolas Cori dans le cadre de la rédaction de cet article, Jean-Marc Jancovici nuance les critiques qui lui sont faites. Il assume pleinement sa proximité avec le monde de l'entreprise et souligne que seules deux attitudes sont possibles pour changer les choses, « gueuler de l'extérieur ou de l'intérieur ». Constatant que le premier créneau est déjà « bien encombré », il explique avoir choisi d'opter pour une approche de l'intérieur,.

### The Shift Project
1. 1 2  « Statuts de l'association The Shift Project » [PDF], sur The Shift Project (consulté le 25 janvier 2019).
2. 1 2  « Le think-tank de la transition carbone », plaquette de présentation [PDF], sur The Shift Project (consulté le 25 juin 2015).
3. ↑  Pierre Lachaize et Julien Morel, « Les usages du PIB » [PDF], sur The Shift Project, avril 2013 (présentation en ligne, consulté le 4 décembre 2109).
4. ↑  « Notre gouvernance - The Shift Project, think tank de la transition carbone », sur The Shift Project (consulté le 11 juin 2020).
5. ↑  « Rapport du Commissaire aux Comptes pour l'année 2017 » [PDF], sur The Shift Project, 5 juin 2018 (consulté le 25 janvier 2019).
6. ↑  « Rapport du Commissaire aux Comptes pour l'année 2019 » [PDF], sur The Shift Project, 16 juin 2020 (consulté le 4 mars 2021).
7. ↑  Plan de transformation de l'économie française (PTEF), p. 49-61.
8. ↑  The Shift Project, Zeynep Kahraman, André-Jean Guérin, Jean-Marc Jancovici, Décarbonons ! 9 propositions pour que l'Europe change d'ère, Paris, éditions Odile Jacob, 2017.
9. ↑  Le numérique, The Shift Project, « Nos thématiques ».
10. ↑  Lean ICT - Pour une sobriété numérique : Rapport du groupe de travail dirigé par Hugues Ferrebœuf, The Shift Project, octobre 2018, 88 p. (présentation en ligne, lire en ligne [PDF]).
11. ↑  Maxime Efoui-Hess, The Shift Project, Climat : l’insoutenable usage de la vidéo en ligne : Un cas pratique pour la sobriété numérique, juillet 2019, 36 p. (présentation en ligne, lire en ligne [PDF]).
12. ↑  « Le Shift Project a-t-il vraiment surestimé l’empreinte carbone de la vidéo ? », sur The Shift Project, 15 juin 2020 (consulté le 22 septembre 2020).
13. ↑  The Shift Project, Déployer la sobriété numérique (présentation en ligne).

### Autres références
1. ↑  « Michel Lepetit - Intervenant Groupe BPCE », sur Lescolloques.bpce.fr, Groupe BPCE (consulté le 25 juin 2015).
2. ↑  Aude Raux, « La Fresque du Climat : jouer pour comprendre », Kaizen magazine, no 50,‎ mai-juin 2020, p. 62-66.
3. ↑  Vittorio de Filippis, « Matthieu Auzanneau : « Le pétrole a été le lait maternel de Wall Street » », Libération,‎ 8 mai 2015 (lire en ligne).
4. ↑  Isabelle Hennebelle, « On ne sait pas faire de croissance sans une énergie abondante », L'Express,‎ 1er juin 2015 (lire en ligne).
5. ↑  Jean-Denis Renard, « Énergie : la fin du pétrole est en vue », Sud Ouest,‎ 17 mai 2015 (lire en ligne).
6. ↑  « L'Europe a dix ans pour se préparer au pic de pétrole », sur Reporterre, 27 mai 2021.
7. ↑  « Nos financeurs », sur The Shift Project.
8. ↑  « Financement participatif du Plan de transformation de l'économie française (PTEF) de The Shift Project », Lumo (consulté le 20 novembre 2021).
9. ↑  « A46 Sud à Lyon : un projet « à contresens de l’objectif climat » », sur rue89lyon.fr, 15 septembre 2021.
10. ↑  « Les « shifters », l’armée des bénévoles de Jean-Marc Jancovici qui veut décarboner la France : « Sans cet engagement, nous serions bien plus écoanxieux » », Le Monde,‎ 6 juin 2025 (lire en ligne, consulté le 7 juin 2025)
11. ↑  « Jean-Marc Jancovici, un décroissant pronucléaire en campagne », Le Monde,‎ 18 mars 2022 (lire en ligne, consulté le 20 mars 2022).
12. ↑  « Les « shifters », l’armée des bénévoles de Jean-Marc Jancovici qui veut décarboner la France : « Sans cet engagement, nous serions bien plus écoanxieux » », Le Monde,‎ 6 juin 2025 (lire en ligne, consulté le 7 juin 2025).
13. ↑  « Qui sommes-nous ? », sur The Shifters.
14. ↑  « Qui sont les Shifters, ces ingénieurs biberonnés à Jean-Marc Jancovici ? », sur Reporterre, 14 mai 2024.
15. ↑  « La campagne de dons record de Jancovici valide un projet qui « n’effraie pas » », sur Reporterre, 17 juin 2025.
16. ↑  « Équinoxe, quand des ingénieurs pronucléaires se lancent en politique », sur Reporterre, 31 mai 2024.
17. ↑  « Équinoxe », sur parti-equinoxe.fr.
18. ↑  Vincent Rondreux, « Bulle carbone et “stranded assets”: une affaire à 28 000 milliards de dollars… », Sortirdupétrole.com,‎ février 2015 (lire en ligne).
19. ↑  Antonin Amado, Béatrice Héraud, Concepcion Alvarez, « Climate business summit : un consensus et des promesses à tenir », sur Novethic.fr, 21 mai 2015.
20. ↑  Dorothée Laperche, « “Le salon World Efficiency va impulser une culture du changement” », Actu-Environnement.com,‎ 3 décembre 2014 (lire en ligne).
21. ↑  Véronique Pappe, « Le think-tank "The Shift Project" soumet son rapport sur la rénovation thermique du bâtiment au secrétariat du DNTE », Construction21,‎ 8 juillet 2013 (lire en ligne).
22. ↑  « L’évaluation économique des scénarios énergétiques »(Archive.org • Wikiwix • Archive.is • Google • Que faire ?) [PDF], sur developpement-durable.gouv.fr, 2013.
23. ↑  Pierre Le Hir, Audrey Garric et Cédric Pietralunga, « Climat : un Haut Conseil pour orienter le gouvernement », Le Monde,‎ 27 novembre 2018 (lire en ligne, consulté le 28 novembre 2018).
24. ↑  Frédérique Vergne, « Passeport pour l’efficacité énergétique : « The Shift Project » passe à l’action », Le Moniteur,‎ 2 octobre 2014 (lire en ligne).
25. ↑  Matthieu Auzanneau, « Gaël Giraud, du CNRS : « Le vrai rôle de l’énergie va obliger les économistes à changer de dogme » », blog, sur petrole.blog.lemonde.fr, Le Monde, 19 avril 2014.
26. ↑  Gaël Giraud, « Pourquoi la transition énergétique est nécessaire pour l'économie (Tribune) », Challenges,‎ 24 septembre 2014 (lire en ligne).
27. ↑  « How Dependent is Growth from Primary Energy? The Dependency ratio of Energy in 33 Countries (1970-2011) », sur econpapers.repec.org (consulté le 25 juin 2015).
28. ↑  Dominique Pialot, « Comment se passer d'un indicateur comme le PIB ? », La Tribune,‎ 21 mai 2013 (lire en ligne).
29. ↑  (en) « “Interdisciplinary energy prospective: towards a common toolbox for scenario assessment and design?” », sur science-and-energy.org, 2013 (consulté le 25 juin 2015).
30. ↑  Vincent Rondreux, « Quelle transition pour la mobilité au quotidien ? », Sortirdupétrole.com,‎ 26 juin 2014 (lire en ligne).
31. ↑  Annick Masounave, « Le juste prix », L'AGEFI,‎ 18 juin 2015 (lire en ligne).
32. ↑  Marie Théobald, « Prix du carbone : quels sont les enjeux ? », Le Figaro,‎ 27 mai 2015 (lire en ligne).
33. ↑  Frédérique Vergne, « Passeport pour l’efficacité énergétique : « The Shift Project » passe à l’action », Le Moniteur,‎ 2 octobre 2014 (lire en ligne, consulté le 19 novembre 2017).
34. ↑  « Direct Energie va expérimenter le Passeport de rénovation énergétique », Batiactu,‎ 23 août 2016 (lire en ligne, consulté le 19 novembre 2017).
35. ↑  Frédérique Vergne, « La nouvelle association Expérience P2E expérimente le passeport efficacité énergétique », Le Moniteur,‎ 7 septembre 2016 (lire en ligne, consulté le 19 novembre 2017).
36. 1 2  « Le « passeport » : chaînon manquant de la rénovation énergétique en maison individuelle ? – Gaëtan Brisepierre Sociologue »(Archive.org • Wikiwix • Archive.is • Google • Que faire ?) (consulté le 11 juillet 2019).
37. ↑  « Le défi de la desserte des zones périurbaines dans un monde décarboné », sur Mobilicités (consulté le 20 novembre 2017).
38. ↑  « Assises de la mobilité : le covoiturage et le vélo permettraien », sur novethic.fr (consulté le 20 novembre 2017).
39. ↑  Benoît Georges, « La transition numérique, un risque écologique », Les Échos, 4 octobre 2018.
40. ↑  22 listés, Assemblée nationale (consulté le 6 avril 2021).
41. ↑  « 36 listés », sur Assemblée nationale, 25 mars 2021 (consulté le 6 avril 2021).
42. ↑  « En trois décennies, nous allons consommer 60 % des ressources de cuivre connues », Les Échos, 6 janvier 2022 (consulté le 19 septembre 2022).
43. ↑  « Pas de neutralité carbone sans sobriété, démontre The Shift Project », sur L'Usine nouvelle, 7 février 2022.
44. ↑  Irène Inchauspé, « Ces patrons qui veulent décarboner l'Europe », L'Opinion,‎ 21 mars 2017 (lire en ligne).
45. ↑  Isabelle Chaperon, « Les patrons français offensifs sur le climat », Le Monde,‎ 21 mars 2017 (lire en ligne).
46. ↑  « L'appel de patrons pour "décarboner l'Europe" », Le Figaro avec AFP,‎ 21 mars 2017 (lire en ligne).
47. ↑  Thuy-Diep Nguyen, « Climat: Pourquoi les patrons s’unissent (enfin) pour décarboner l’Europe », Challenges,‎ 21 mars 2017 (lire en ligne).
48. ↑  « The Shift Project, la pantoufle de vert des entreprises », sur Les Jours, 7 décembre 2015 (consulté le 1er mai 2019).
49. ↑  « Lettre d'Emmanuel Macron à The Shift Project », sur decarbonizeurope.org, 12 avril 2017 (consulté le 14 juin 2017).
50. ↑  « Des patrons lancent un signal d'alarme pour “décarboner l’Europe” », AFP,‎ 21 mars 2017 (lire en ligne).
51. ↑  Benoit Georges, « Un plan pour une Europe “zéro carbone” », Les Échos,‎ 21 mars 2017 (lire en ligne).
52. ↑  Pauline Fricot, « Le streaming sur Netflix : une empreinte carbone allégée ? », sur Libération, 5 mars 2020 (consulté le 22 avril 2020).
53. ↑  (en) « Registre des représentants d'intérêts », sur Commission européenne (consulté le 8 février 2022).
54. ↑  « Fiche The Shift Project », sur Haute Autorité pour la transparence de la vie publique (consulté le 8 février 2022).
55. ↑  « Les quatre écologies », sur infoimmo.ch.
56. 1 2  Nicolas Cori, « The Shift Project, la pantoufle de vert des entreprises », sur Les Jours, 7 décembre 2015 (consulté le 6 février 2022).
57. ↑  « Qu’est-ce que le Shift Project ? » [audio], sur Reporterre, 6 décembre 2018.